# Desafío 2006 (Gentv)
Desafío 2006 fue un reality show de supervivencia dominicano-estadounidense, trasmitido en el año 2006 y producido por Gentv similar al show Desafío de Colombia y conducido por Sissi Fleitas. En el programa los concursantes son aislados en unas playas remotas de República Dominicana mientras compitieron por varios privilegios y siendo el ganador  Alejandro Kenig de un premio final de US$100,000.

## Competencia

### Playas
Playa Alta
Playa Alta, era donde comenzaron este Reality, los Privilegiados, personas que tenían un muy buen pasar económico, con ingresos de 400 mil dólares al año, esta playa tenía quien les cocinaba, una infraestructura de lujo, con duchas de agua dulce y buenas camas, se podía beber alcohol, había una variedad importante y muchas comodidades, los Privilegiados, empezaron aquí, pero después tendrían que competir por continuar en esta playa o de lo contrario bajar a playa Media o playa Baja.
Playa Media
Playa media basado en el juego Desafío 2006 era el lugar donde el grupo de personas llamadas luchadores 6 individuos con un ingreso no mayor a los 30 mil dólares anuales fueron escogidos para habitar esta isla donde era una oportunidad de tener un lugar donde cocinar y un poco más de provisiones que playa baja, el lugar aislado solo se puede llegar en un bote, desafío 2006 el juego es basado en ganar el mejor territorio (playa Alta) donde la comodidad de una cama, baño y comida es prioridad en este juego de supervivencia. Existen competencias territoriales donde el que gane la competencia estaría ganando la oportunidad de un buen descanso buena comida (playa alta) el que gane 2.º lugar quedaría en (playa media) 3.er lugar (playa baja) donde la supervivencia es extrema las provisiones son mínimas y el descanso es casi imposible.
Playa Baja
playa baja es donde los participantes pasan trabajo, duermen a la intemperie o si quieren, en una cueva, tienen un mapa para poder encontrar el agua potable, la única raciones de comida que tenían, era, malanga, unos limones, algunos mangos y tenían que tratar de pescar para alimentarse

### Desafíos
Desafío Territorial
Es la prueba donde se define la estadía de cada equipo divido en tres playas: playa alta, playa media y playa baja.
Desafío Salvación
Es la prueba donde se enfrentan los tres equipos y como objetivo son unos brazaletes los cuales les permiten dar el privilegio de entrar como jueces en el juicio.
Desafío Final
Los 2 equipos perdedores de la competencia del desafío de salvación tendrán que competir para no llegar al juicio.
Juicio
El equipo perdedor tendrá que hacer una votación para elegir a cual de los integrantes de su equipo debe abandonar el juego y los jueces definen cual de los dos sentenciados deben ser el eliminado.

## Concursantes
El show incluye un total de 18 concursantes de diferentes países de Latinoamérica. Estos son inicialmente divididos en tres grupos, de acuerdo a sus ingresos. Esto se determina de acuerdo a la suma de los ingresos de cada uno de ellos.
| # | Concursante     | País        | Edad * |
| - | --------------- | ----------- | ------ |
| 1 | Alejandro Kenig | Argentina   | 37     |
| 2 | Álex Montano    | Miami       | 23     |
| 3 | Anabel Evora    | Puerto Rico | 40     |
| 4 | Jennifer Peláez | Colombia    | 21     |
| 5 | Karen Lewis     | Ecuador     | 22     |
| 6 | Roberto Konig   | Venezuela   | 32     |

| # | Concursante      | País           | Edad * |
| - | ---------------- | -------------- | ------ |
| 1 | Clarissa         | Puerto Rico    | 27     |
| 2 | Eddy Fernández   | Venezuela      | 30     |
| 3 | Eliana Roux      | México         | 27     |
| 4 | Héctor Gamborino | México         | 42     |
| 5 | Julio Acuña      | Cuba           | 35     |
| 6 | Lissette         | Estados Unidos | 33     |

| # | Concursante      | País        | Edad * |
| - | ---------------- | ----------- | ------ |
| 1 | Braulio Bermúdez | Puerto Rico | 28     |
| 2 | Daniel Mucerino  | Venezuela   | 24     |
| 3 | Marta Cortés     | Colombia    | 32     |
| 4 | Mercy Jiménez    | Puerto Rico | 26     |
| 5 | Rancél Hernández | Cuba        | 27     |
| 6 | Sandra Arana     | Perú        | 27     |